# Nyjah Huston
Nyjah Imani Huston (* 30. listopadu 1994 Davis, Kalifornie, USA) je americký profesionální skateboardista.
Pochází z pěti sourozenců, jeho otec je rastafarián, děti byly vzdělávány doma a stravovaly se vegansky. Nyjah musel od pěti let každodenně trénovat na skateboardu a od deseti let začal závodit.
V roce 2006 se stal nejmladším účastníkem X Games. Celkově na X Games získal dvanáct zlatých, čtyři stříbrné a dvě bronzové medaile. Je čtyřnásobným mistrem světa ve skateboardingu. Vyhrál rekordních devatenáct závodů Street League Skateboarding a v roce 2013 získal Kimberley Diamond Cup.
Stal se nejlépe placeným skateboardistou v historii. V letech 2013, 2014 a 2019 získal cenu ESPY v kategorii akčních sportů. Objevil se ve videohře Tony Hawk's Project 8. Založil nadaci Let It Flow, usilující o dostupnost pitné vody v rozvojových zemích.
Na Letních olympijských hrách 2024 získal v disciplíně street bronzovou medaili.